# Noël Bas
François „Noël” Bas (Franciaország, Lot, Strenquels, 1877. december 25. – Franciaország, Corrèze, Brive-la-Gaillarde, 1960. július 3.) olimpiai ezüstérmes francia tornász.
Indult a párizsi 1900. évi nyári olimpiai játékokon tornában. Ezen az olimpián csak egy versenyszám volt, a egyéni összetett. Ezüstérmes lett.
Klubcsapata a Société de Gymnastique La Brives volt.